# Ambassade van IJsland in Duitsland
De ambassade van IJsland in Duitsland staat in Berlijn, aan de zuidkant van het Großer Tiergarten in het stadsdeel Tiergarten. De ambassade is gevestigd in het gebouwencomplex Noordse Ambassades dat de diplomatieke missies van de Noordse landen huisvest.

## Geschiedenis
In het na-oorlogse West-Duitsland werd op 28 februari 1949 in Hamburg een consulaat-generaal geopend met Vilhjálmur Finsen als vertegenwoordiger. Nadat op 10 juli 1952 de diplomatieke relaties werden geformaliseerd, werd de post gepromoveerd naar een ambassade. Het was op dat moment de achtste ambassade van IJsland. In 1955 verhuisde de ambassade naar Bonn, maar na de Duitse hereniging werd op 1 augustus 1991 een filiaal van de ambassade in Berlijn geopend.
Op 20 oktober 1999 verhuisde de missie geheel naar Berlijn in een gezamenlijk pand met de andere Noordse landen. Na de val van het communisme vertegenwoordigde de ambassade IJsland ook in verschillende Centraal-Europese landen.
Nadat Oost- en West-Duitsland in 1972 het Grundlagenvertrag sloten, ging IJsland betrekkingen aan met Oost-Duitsland. De IJslandse ambassadeur in de Sovjet-Unie werd geaccrediteerd voor de diplomatieke vertegenwoordiging naar de DDR.

## Missie
De IJslandse ambassade in Berlijn behartigt ook de relaties met Tsjechië, waar de ambassadeur is geaccrediteerd. Er zijn in het dekkingsgebied van de ambassade zeven honorair consuls benoemd, waarvan zes in Duitsland en een in Tsjechië.

## Ambassadeurs
De volgende diplomaten waren ambassadeur voor IJsland in Duitsland:
| #                                                             | Naam                     | Aanstelling       | Einde missie      | Bron          | Vertegenwoordiging naar |
| ------------------------------------------------------------- | ------------------------ | ----------------- | ----------------- | ------------- | --- |
| 1                                                             | Vilhjálmur Finsen        | 22 oktober 1952   | 1 juli 1955       |               | |
| 2                                                             | Helgi P. Briem           | 1 juli 1955       | 1 januari 1961    |               | Joegoslavië (1955-1962) Zwitserland (1956-1976) Griekenland (1961-1969) Iran (1962-1976) Japan (1962-1976)                      |
| 3                                                             | Pétur Thorsteinsson      | 1 januari 1961    | 1 juni 1962       |               | Joegoslavië (1955-1962) Zwitserland (1956-1976) Griekenland (1961-1969) Iran (1962-1976) Japan (1962-1976)                      |
| 4                                                             | Magnús V. Magnússon      | 1 juni 1962       | 30 september 1969 |               | Joegoslavië (1955-1962) Zwitserland (1956-1976) Griekenland (1961-1969) Iran (1962-1976) Japan (1962-1976)                      |
| 5                                                             | Árni Tryggvason          | 1 oktober 1969    | 20 februari 1976  |               | Joegoslavië (1955-1962) Zwitserland (1956-1976) Griekenland (1961-1969) Iran (1962-1976) Japan (1962-1976)                      |
| 6                                                             | Niels P. Sigurðsson      | 20 februari 1976  | 17 november 1978  | [ 6 ]         | Oostenrijk Zwitserland Griekenland (1987-1995) Liechtenstein (1992-1995) Hongarije (1990-2001) Servië en Montenegro (1994-1999) |
| 7                                                             | Pétur Eggerz             | 17 november 1978  | 16 september 1983 |               | Oostenrijk Zwitserland Griekenland (1987-1995) Liechtenstein (1992-1995) Hongarije (1990-2001) Servië en Montenegro (1994-1999) |
| 8                                                             | Hannes Jónsson           | 16 september 1983 | 6 februari 1987   | [ 7 ]         | Oostenrijk Zwitserland Griekenland (1987-1995) Liechtenstein (1992-1995) Hongarije (1990-2001) Servië en Montenegro (1994-1999) |
| 9                                                             | Páll Ásgeir Tryggvason   | 6 februari 1987   | 10 oktober 1989   |               | Oostenrijk Zwitserland Griekenland (1987-1995) Liechtenstein (1992-1995) Hongarije (1990-2001) Servië en Montenegro (1994-1999) |
| 10                                                            | Hjálmar W. Hannesson     | 10 oktober 1989   | 15 februari 1995  |               | Oostenrijk Zwitserland Griekenland (1987-1995) Liechtenstein (1992-1995) Hongarije (1990-2001) Servië en Montenegro (1994-1999) |
| 11                                                            | Ingimundur Sigfússon     | 15 februari 1995  | 26 september 2001 |               | Oostenrijk Zwitserland Griekenland (1987-1995) Liechtenstein (1992-1995) Hongarije (1990-2001) Servië en Montenegro (1994-1999) |
| 12                                                            | Jón Egill Egilsson       | 26 september 2001 | 10 januari 2005   |               | Kroatië Polen Zwitserland (tot 2007) Bulgarije (2007-2010) Bron                                                                 |
| 13                                                            | Ólafur Davíðsson         | 10 januari 2005   | 22 maart 2010     |               | Kroatië Polen Zwitserland (tot 2007) Bulgarije (2007-2010) Bron                                                                 |
| 14                                                            | Gunnar Snorri Gunnarsson | 22 maart 2010     | 28 augustus 2016  |               | Kroatië (tot 2022) Montenegro (tot 2022) Polen (tot 2022) Servië (tot 2022) Tsjechië (vanaf 2022) Bron                          |
| 15                                                            | Martin Eyjólfsson        | 29 augustus 2016  | 1 augustus 2019   | [ 13 ] [ 14 ] | Kroatië (tot 2022) Montenegro (tot 2022) Polen (tot 2022) Servië (tot 2022) Tsjechië (vanaf 2022) Bron                          |
| 16                                                            | María Erla Marelsdóttir  | 1 augustus 2019   | 1 augustus 2024   | [ 15 ]        | Kroatië (tot 2022) Montenegro (tot 2022) Polen (tot 2022) Servië (tot 2022) Tsjechië (vanaf 2022) Bron                          |
| 16                                                            | Auðunn Atlason           | 1 augustus 2024   |                   | [ 16 ]        | Kroatië (tot 2022) Montenegro (tot 2022) Polen (tot 2022) Servië (tot 2022) Tsjechië (vanaf 2022) Bron                          |
| Bron tot en met maart 2016. Lijst bijgewerkt in januari 2025. |                          |                   |                   |               | |